# Петра Роснер
Петра Роснер (нім. Petra Rossner, 14 листопада 1966) — німецька велогонщиця.
Олімпійська чемпіонка 1992 року в індивідуальній гонці переслідування, учасниця 1988 року.